# Subaru Impreza Design Concept
O Impreza Design Concept é um carro-conceito apresentado pela Subaru na edição de 2010 do Salão de Los Angeles. O modelo apresenta elementos de design que devem inspirar os futuros modelos da Subaru, especialmente o Impreza.